# Medal Przyjaźni (Wietnam)
Medal Przyjaźni (wiet. Huy chương Hữu nghị) – jednostopniowe państwowe odznaczenie Socjalistycznej Republiki Wietnamu nadawane cudzoziemcom za wieloletnią pracę w Wietnamie oraz wkład w jego rozwój lub bezpieczeństwo. Jest najniższym spośród wietnamskich odznaczeń.

## Ustanowienie
Medal Przyjaźni został ustanowiony dekretem Rządu 20 czerwca 1960 roku w celu uhonorowania specjalistów z państw sojuszniczych za ich zasługi dla narodu i wkład w odnowę i rozwój gospodarczy i kulturalny kraju. Nadawany był przez premiera na wniosek ministra lub szefa agencji rządowej lub centralnej. Obecne zasady nadawania reguluje ustawa z dnia 26 listopada 2003 roku, która weszła w życie 1 lipca 2004 roku. Na jej mocy medal nadaje prezydent. Kandydatury do przyznania medalu prezydentowi przedstawia premier na wniosek ministra, szefa agencji rządowej, prezesa Najwyższego Sądu Ludowego, prokuratora generalnego, przewodniczącego centralnej agencji, szefa organizacji społecznej lub prowincjonalnego Komitetu Ludowego. Medal nadawany jest cudzoziemcom, którzy przyczynili się do budowania, utrwalania i rozwijania przyjaznych stosunków i współpracy między Wietnamem a innymi krajami, regionami, organizacjami zagranicznymi i międzynarodowymi.

## Odznaka
Pierwotnie medal składał się z wykonanej z brązu pozłacanej okrągłej odznaki przedstawiającej fragment muru obronnego, nad którym powiewała pokryta czerwoną emalią flaga Wietnamu ze złotą gwiazdą. Z dwóch stron mur otoczony był kłosami zboża, a u dołu znajdowało się koło zębate. Na murze znajdował się pokryty czerwoną emalią napis ułożony w dwóch rzędach, przy czym górny był zapisany mniejszą czcionką: HUY CHƯƠNG oraz HỮU NGHỊ. Na rewersie medalu umieszczony był akronim Demokratycznej Republiki Wietnamu: V.N.D.C.C.H. i numer odznaki. Odznaka zawieszana była na zawiązywaną na modę rosyjską, czerwonej wstążce z żółtymi paskiem pośrodku . 
W ramach przeprowadzonej reformy w 2006 roku zmieniono wygląd orderu. Od tego momentu odznaka wykonywana jest z brązu pokrytego warstwą złota oraz stopu niklu i kobaltu. Ma kształt koła, w które wpisano odznakę Orderu Przyjaźni – pięcioramienną gwiazdę z kwiatami lotosu między ramionami oraz umieszczoną na niej okrągłą tarczą obramowaną otokiem. Pośrodku tarczy znajdują się złote dłonie w uścisku, za którymi widnieje kula ziemska ze złotymi południkami i równoleżnikami, zaś poniżej umieszczony był złoty napis VIỆT NAM. Tło pokryte jest czerwoną emalią. W otoku na górze umieszczony jest pokryty czerwoną emalią napis: HUY CHƯƠNG HỮU NGHỊ, po bokach złote kłosy zboża, a na samym dole fragment koła zębatego. Odznaka zawieszana jest na blaszce z brązu pokrytej warstwą złota i stopu niklu i kobaltu, na której rozciągnięta jest wykonana z jedwabiu wiskozowego wstążka w kolorze czerwonym z dwoma żółtymi paskami wzdłuż boków. Kształt wiązania wstążki zmieniono na przypominający modę francuską – bardziej powszechny wśród zagranicznych odznaczeń . W 2014 roku w związku z dokonaniem niewielkiej zmiany w wyglądzie Orderu Przyjaźni uaktualniono również medal. W miejsce fragmentu koła zębatego umieszczono czerwoną wstążką, na którą przeniesiono napis: VIỆT NAM. Zmieniono również materiał na wstążkę ze sztucznego jedwabiu na poliester oraz zastąpiono dotychczasowy brąz na stal nierdzewną do wykonania blaszki usztywniającej wstążkę.